# Stichwerkprojekt
Das Stichwerkprojekt war ein durch die Deutsche Forschungsgemeinschaft von September 2009 bis 2014 gefördertes Projekt „Rezeption der Antike im semantischen Netz“ (Stichwerkprojekt). Im Rahmen dieses Projekts werden alte Druckwerke zu antiken Stätten, Gebäuden und Skulpturen sowie anderen archäologischen Fundstücken digitalisiert und innerhalb der Bilddatenbank Arachne des Deutschen Archäologischen Instituts (DAI) und des Forschungsarchivs für Antike Plastik am Archäologischen Institut der Universität zu Köln weltweit zugänglich gemacht.

## Voraussetzungen
Grundlage sind die frühen Drucke (Stichwerke) zur klassischen, vorderasiatischen und ägyptischen Archäologie aus der Zeit zwischen 1500 und 1830 aus der Bibliothek des DAI Rom, die in der Auseinandersetzung mit den Grabungen und Funden der antiken Kulturen im Mittelmeergebiet erschienen sind.

## Ziele
Insgesamt werden rund 800 Stichwerke mit ca. 210.000 Seiten berücksichtigt, die so digitalisiert werden, dass sie als durchsuchbarer Volltext zur Verfügung stehen. Wesentliche in diesem Text vorhandene Informationen werden computerlesbar ausgezeichnet (OCR), darüber hinaus werden die in den Stichwerken behandelten Objekte kontextualisiert. Dies betrifft in erster Linie die strukturellen Metadaten der Drucke, wie Inhaltsverzeichnisse, das Vorkommen von Abbildungen oder Bildunterschriften, aber auch bibliothekarische Daten des Buches. Diese werden in Zusammenarbeit mit der ZENON-Datenbank des DAI mit Hilfe eines vom Forschungsarchiv für Antike Plastik dafür entwickelten TEI-Editors strukturiert. D. h. die technische Buchgliederung in Einband, Titelei, Inhaltsverzeichnis, Tafel usw. wird mit Hilfe der Anwendungsoberfläche des TEI-Editors indexhaft ausgezeichnet, so dass auf eine standardisierte Weise Verknüpfungen erstellt werden.
Unter den semantischen Metadaten sind in erster Linie die in den Drucken abgebildeten bzw. beschriebenen Objekte, ferner auch Orte und Personen relevant. Diese Informationen werden identifiziert und mit den zugehörigen Informationen in der Bild- und Objektdatenbank Arachne verknüpft; d. h. mit „realen“ Objekten bzw. den relevanten Sammlungs-, Topographie- und Rezeptionsdatensätzen. Soweit diese Informationen in Arachne noch nicht vorhanden sind, werden die entsprechenden Datensätze angelegt.
Anhand der Stosch’schen Gemmensammlung, wird die Kontextualisierung der semantischen Metadaten beispielhaft vertieft.
Die digitalisierten Titel werden auch über die Metasuche der virtuellen Fachbibliothek „PropylaeumSEARCH2“ zu finden sein.
Die durch das Gesamtprojekt zu erwartenden Erkenntnisse zu ehemaligen Aufbewahrungsorten und zur Sammlungsgeschichte bzw. zu archäologischer Publikationsgeschichte bis zum Ende des 19. Jhs. werden der zukünftigen Forschung zahlreiche Einblicke in den Wandel des Antikenverständnisses von Barock, Aufklärung und Klassizismus erlauben. Somit liefert das Projekt Einblicke in die Geschichte der Archäologie, in die Antikenrezeption verschiedener Epochen, in die Geschichte diverser Sammlungen und in die Entwicklung archäologischer Publikationen. Letztlich trägt das Projekt zur interdisziplinären und kulturgeschichtlichen Forschung bei.

## Beteiligte Institutionen
- Zentrale Berlin des Deutschen Archäologischen Instituts; ZENON-Datenbank
- Deutsches Archäologisches Institut Rom
- Forschungsarchiv für Antike Plastik Köln
- Universitätsbibliothek Heidelberg
- Winckelmann-Gesellschaft, Stendal